# Beca Chevening

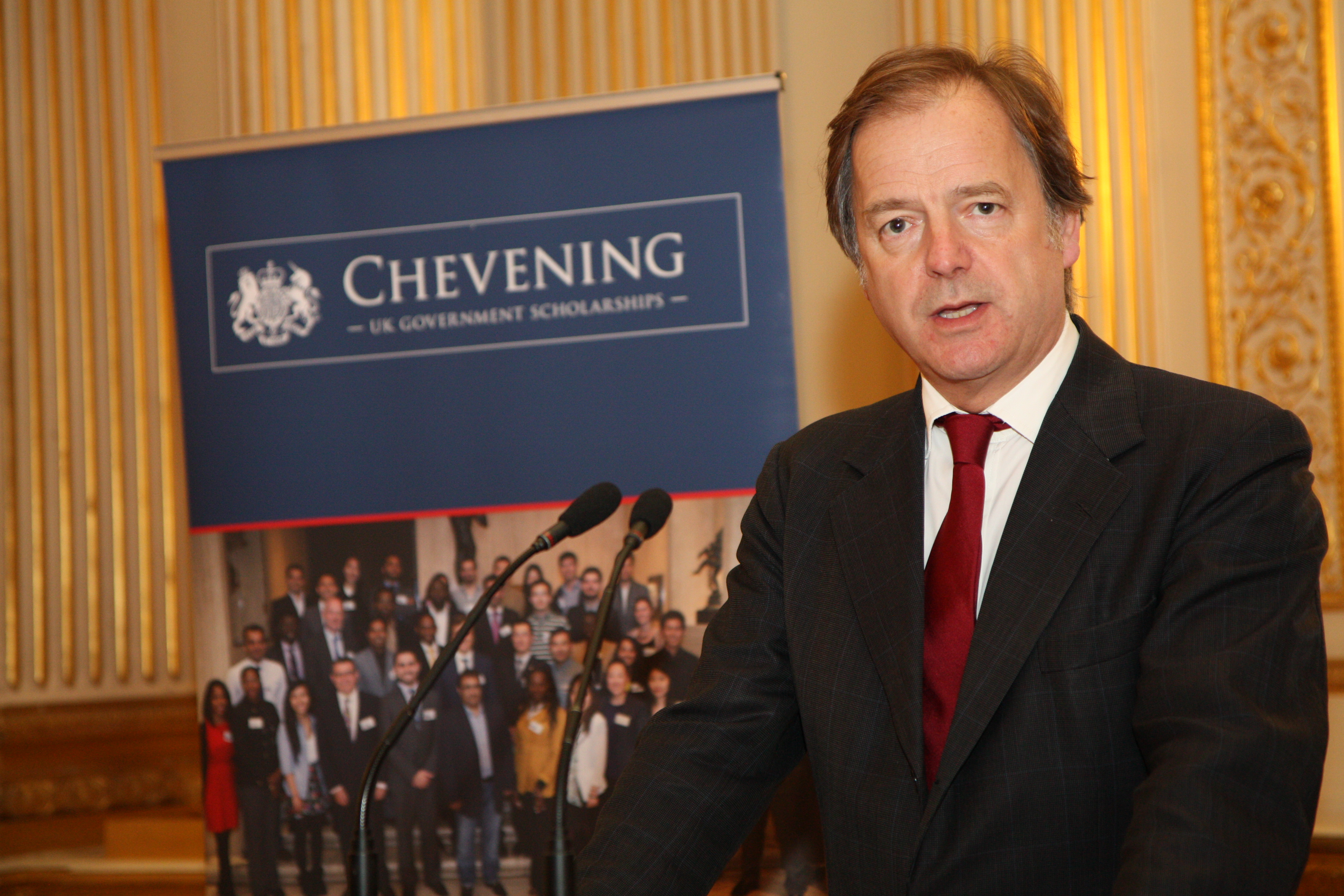
El Ministro de Asuntos Exteriores, Hugo Swire, habla en un evento de Asociaciones Chevening en Londres, el 24 de marzo de 2015.

La Beca Chevening es una beca internacional que habilita al alumnado con capacidades de liderazgo de 144 países para realizar estudios de posgrado o cursos en universidades en el Reino Unido. El financiamiento para las becas proviene del Ministerio de Relaciones Exteriores y de la Mancomunidad de Naciones.

## Historia
El programa de becas Chevening se inició en 1983 como el esquema de premios del Ministerio de Relaciones Exteriores (por sus siglas en inglés, FCOAS), financiado por el gobierno del Reino Unido. El objetivo de este programa era construir una red de amigos del Reino Unido, quienes serían los futuros líderes en sus países. En 1994, el nombre del programa cambió por el de Chevening, inspirado en la Casa de Chevening, ubicada en Sevenoaks, Kent, donde actualmente se encuentra la residencia oficial del Secretario Extranjero británico y del Primer ministro de Diputado británico.[cita requerida]
En el 2004, se lanzó un programa de becas que proporcionaba 200 cupos para los profesionales que se encontraban cursando asignaturas cerca de la mitad de su carrera. Estas becas permitían al estudiante asistir durante tres meses a cursos relacionados con los objetivos del programa. Este tipo de becas se eliminaron en el 2010.[cita requerida]
En el 2007 y el 2008, las becas Chevening costaron al ministerio de Relaciones Exteriores cerca de 22 millones de libras esterlinas. Ese mismo año, el programa de becas para profesionales costó aproximadamente 4 millones de libras. En julio del 2010, el ministerio de Relaciones Exteriores anunció un recorte de millones de libras en el presupuesto del programa, en el contexto de otros recortes presupuestarios. Esto hizo que se cancelaran algunas becas en el período 2010-2011, mientras que para el período 2011-2012 se aceptaron nuevamente solicitudes, y llegaron a otorgarse más de 700.[cita requerida]
En abril del 2012, la Asociación de Universidades de la Mancomunidad de Naciones se hizo cargo del programa de becas, y fue entonces cuando se creó una secretaría Chevening.[cita requerida]